# Tupac: Resurrection
Tupac: Resurrection è un film documentario del 2003 diretto da Lauren Lazin su Tupac Shakur, sulla sua vita e le sue opere commentato completamente dallo stesso Tupac.
Una storia di ambizione, violenza, redenzione e amore. Nel film parla della sua difficile infanzia nei ghetti, dell'esordio, delle sue amicizie, inimicizie (soprattutto con The Notorious B.I.G. e la Bad Boy) e delle donne della sua vita. Nel DVD ci sono due versioni: quella narrata da Tupac e quella narrata dai suoi amici e parenti, tra cui Snoop Doggy Dogg, 50 Cent, Afeni Shakur, Jada Pinkett Smith, Eminem, e i membri del gruppo Outlaw.
Uscito nelle sale cinematografiche il 14 novembre 2003, è stato girato sotto la supervisione di Afeni Shakur, la madre di Tupac.
Gli incassi sono stati devoluti ad un fondo di solidarietà creato da Tupac e portato avanti dalla madre per tener lontani dalle droghe e dal crimine i bambini del ghetto.
Venne nominato al Premio Oscar del 2005 per il miglior film documentario.